# 진계유

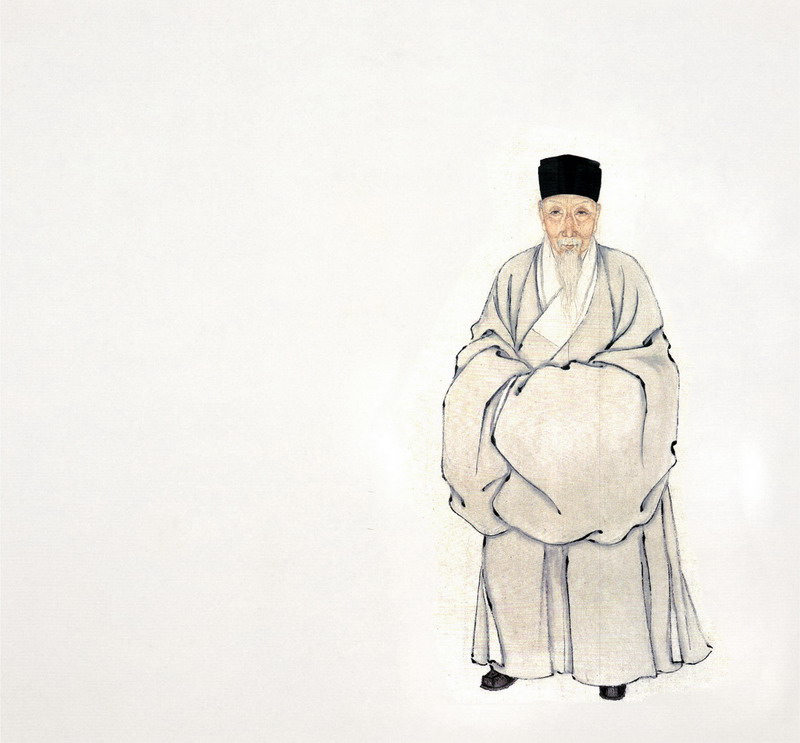
진계유의 초상화

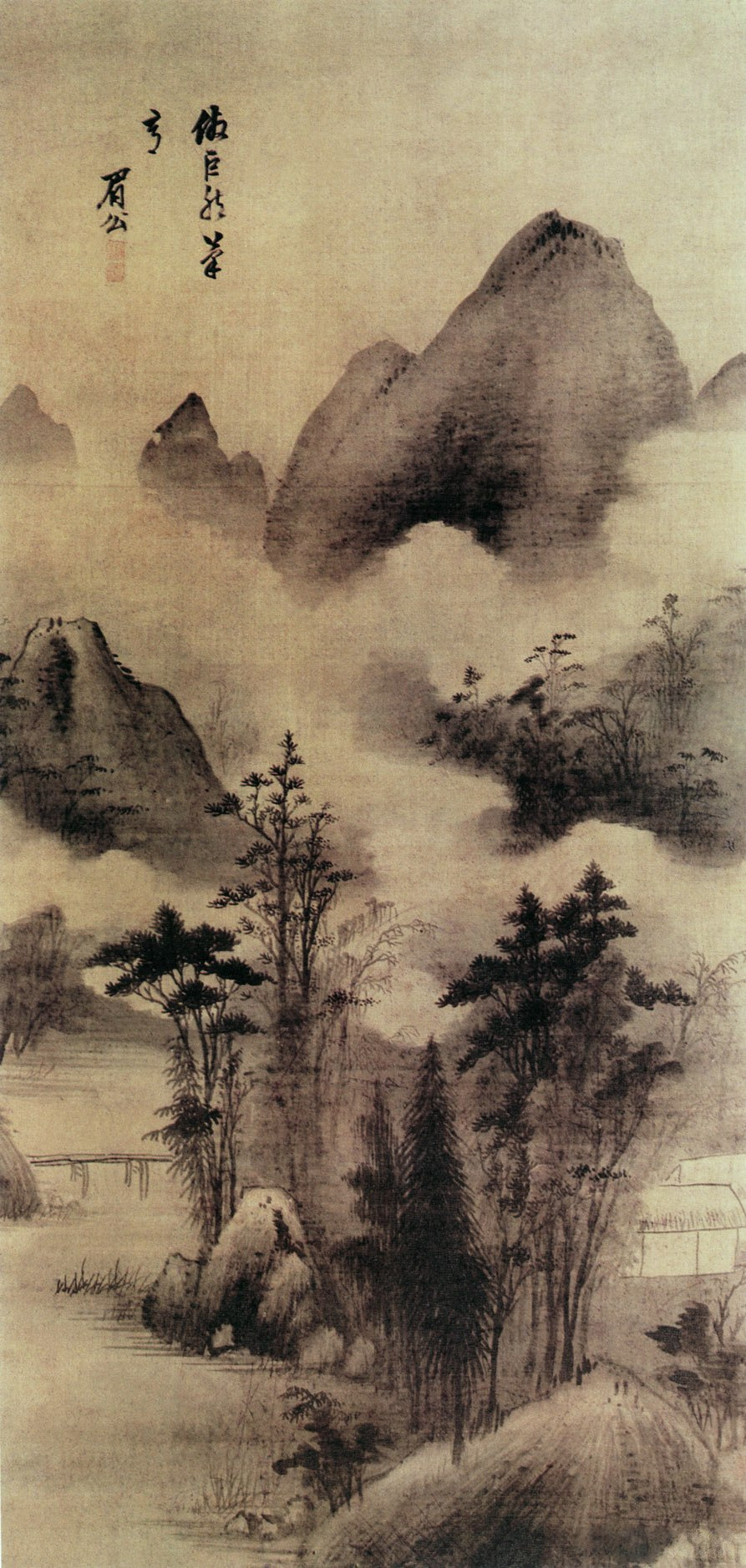
운산유취도(雲山幽趣圖)

진계유(陳繼儒, 1558년 ~ 1639년)는 중국 명나라의 서예가, 화가로 자는 중순(仲醇), 호는 미공(眉公)이며 송강부 화정현(松江府 華亭縣, 현재의 상하이시 쑹장구) 출신이다.
시(詩)ㆍ문(文)ㆍ서(書)ㆍ화(畫)에 모두 뛰어났으며 소식, 미불의 서체를 계승했다. 29세에 의관을 불태우고 풍류와 문필 생활에 전념하면서 일생을 보내며 생을 마감하였으며 생전에는 동기창의 절친이기도 했다. 저서에 《미공전집》이 있다.

## 작품
然後(연후)
靜坐然後知 平日之氣浮
앉아서 고요함을 느낀 연후에야 알 수 있었다. 평상시 나의 마음이 들떠있었음을
守默 然後知 平日之言燥
침묵을 지키고 나서야 알 수 있었다. 평상시 나의 목소리가 소란했음을
省事 然後知 平日之費閒
지난일들을 돌아보고 나서야 알 수 있었다. 평상시 보낸 시간들을 낭비했음을
閉戶 然後知 平日之交濫
열었던 문을 걸어 잠그고 나서야 알 수 있었다. 사귐에 외람된바를
寡慾 然後知 平日之病多
욕심을 덜어낸 연후에야 알 수 있었다. 얼마나 내가 병적이었는지를
近情 然後知 平日之念刻
연민을 느끼고서야 알았다. 내가 얼마나 각박했는가?